# Walter Hill (botánico)
Walter Hill (1820-1904) fue un botánico, pteridólogo australiano; primer superintendente y curador de los jardines botánicos de Brisbane.
Fue Botánico colonial de Queensland.

## Honores

### Epónimos
- (Acanthaceae) Tetramerium hillii Happ[1]
- (Aizoaceae) Astridia hillii L.Bolus[2]
- (Orchidaceae) Peristeranthus hillii (F.Muell.) T.E.Hunt[3]
- La abreviatura «W.Hill» se emplea para indicar a Walter Hill como autoridad en la descripción y clasificación científica de los vegetales.[4]